# Малый Кубок мира 1966
Международный футбольный турнир Малый Кубок мира 1966 года проходил в Венесуэле. Начиная с 1963 года он назывался Трофей Каракаса (Troféu Cidade de Caracas). В розыгрыше приняли участие три клуба. Они играли каждый с каждым по два матча. Все матчи были сыграны в Каракасе.

## Результаты
|                     | И | В | Н | П | М   | О |
| ------------------- | - | - | - | - | --- | - |
| Валенсия            | 4 | 4 | 0 | 0 | 8-1 | 8 |
| Витория (Гимарайнш) | 4 | 1 | 1 | 2 | 5-8 | 3 |
| Лацио               | 4 | 0 | 1 | 3 | 2-6 | 1 |

И — игр, В — выигрыши, Н — ничьи, П — проигрыши, М — разница мячей, О — очки
| Команда             | Флаг Испании (1945—1977) | Флаг Португалии | Флаг Италии |
| ------------------- | ------------------------ | --------------- | ----------- |
| Валенсия            |                          | 3:1 3:0         | 1:0         |
| Витория (Гимарайнш) | 1:3 0:3                  |                 | 3:1 1:1     |
| Лацио               | 0:1                      | 1:3 1:1         |             |